# Het Dolhuys
Het Dolhuys in de Noord-Hollandse stad Haarlem is een voormalige leprozerie en dolhuis, waar vanaf de 16e eeuw krankzinnigen werden verpleegd en sinds 2005 Museum van de Geest gehuisvest is. Het museum heeft als belangrijkste thema de psyche en geest van de mens in al zijn facetten.

## Leprozerie
Het oudste gedeelte van het complex aan de Schotersingel dateert uit 1320 en was in eerste instantie in gebruik als melaatsenoord. Het complex lag in die tijd buiten de stadsmuren omdat leprapatiënten werden geweerd uit de steden. De Haarlemse leprozerie was daarnaast een officiële schouwplaats: leprapatiënten uit geheel Holland werden hiernaartoe gestuurd om geschouwd te worden. Als ze werkelijk lepra hadden kregen ze een 'vuilbrief' (bewijs van ziekte) mee die hen het recht gaf te bedelen en te wonen in een leprozerie in hun eigen woonplaats. Leprozen met een vuilbrief kregen een klepper waarin het Haarlemse stadswapen was gegraveerd.

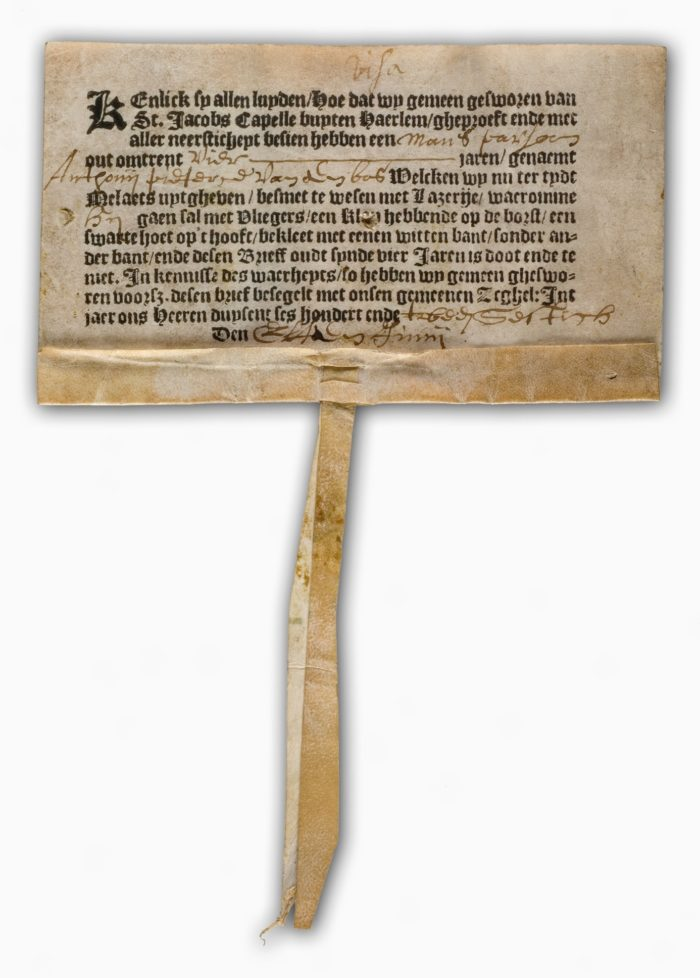
Voorbeeld vuilbrief

## Dolhuis
In 1559 (na het verdwijnen van lepra) werd het huis verbouwd en ingericht als dolhuis en werden er 'krankzinnigen' gehuisvest. Kalme patiënten konden vrij rondlopen, voor lastige patiënten, 'dollen', werden er veertien dolcellen met een getraliede deur, een houten krib en een poepdoos ingericht. Een luikje boven in een cel zorgde voor licht en lucht.

## Andere bewoners
Na de 'dollen' werden er in het dolhuis achtereenvolgens syfilispatiënten, (oudere) zieken en kinderen verzorgd.

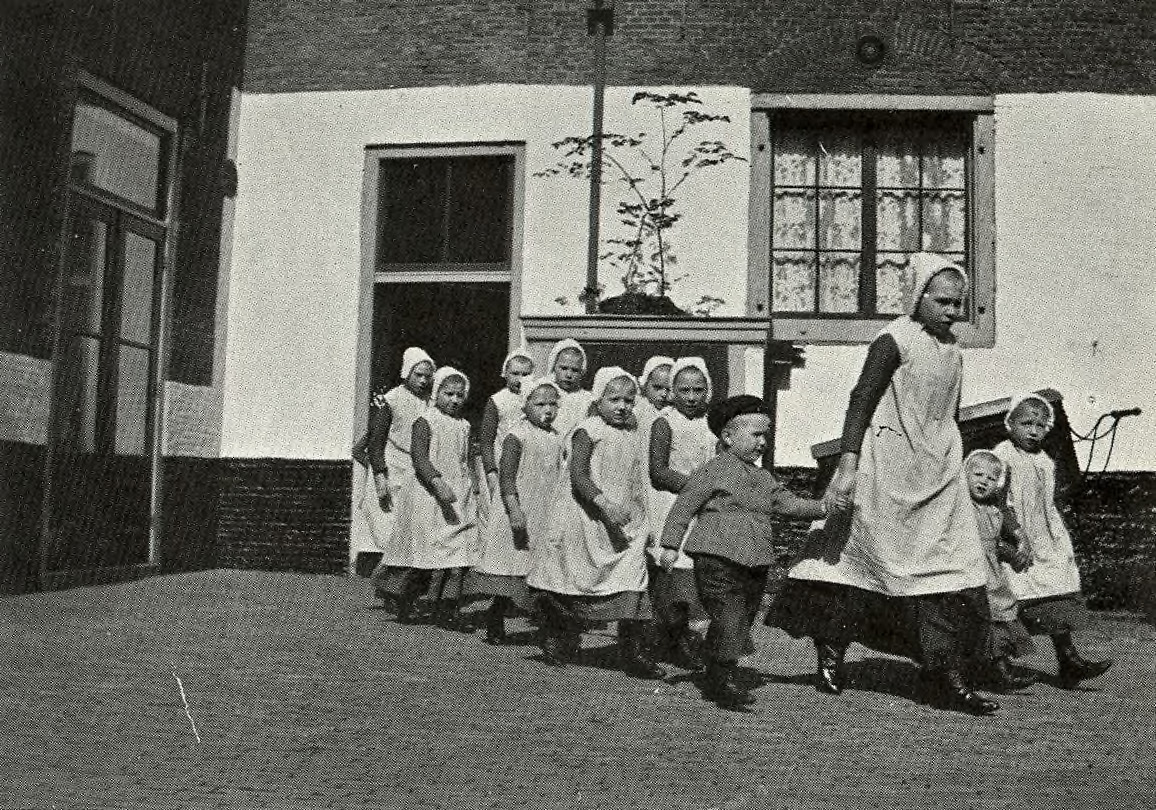
Weesmeisjes gaan uit onder geleide van een der oudsten
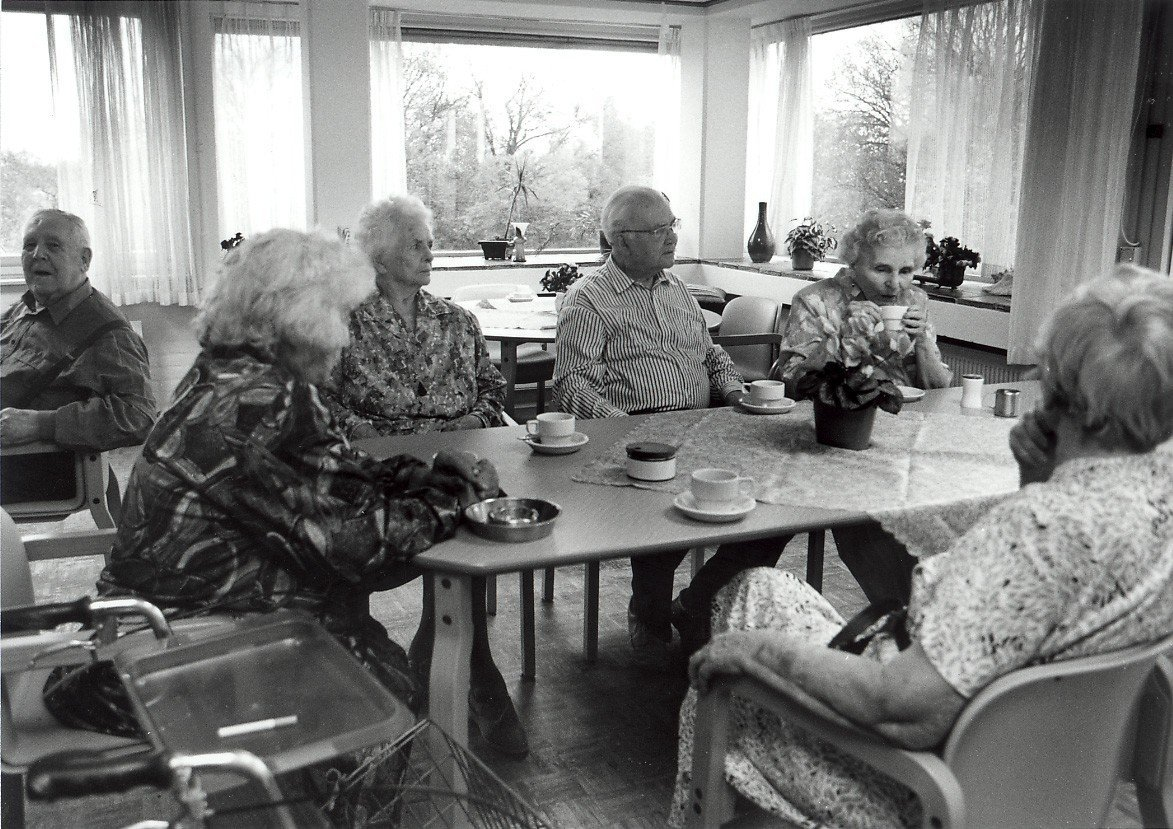
Ouderen in 1996

## Museum

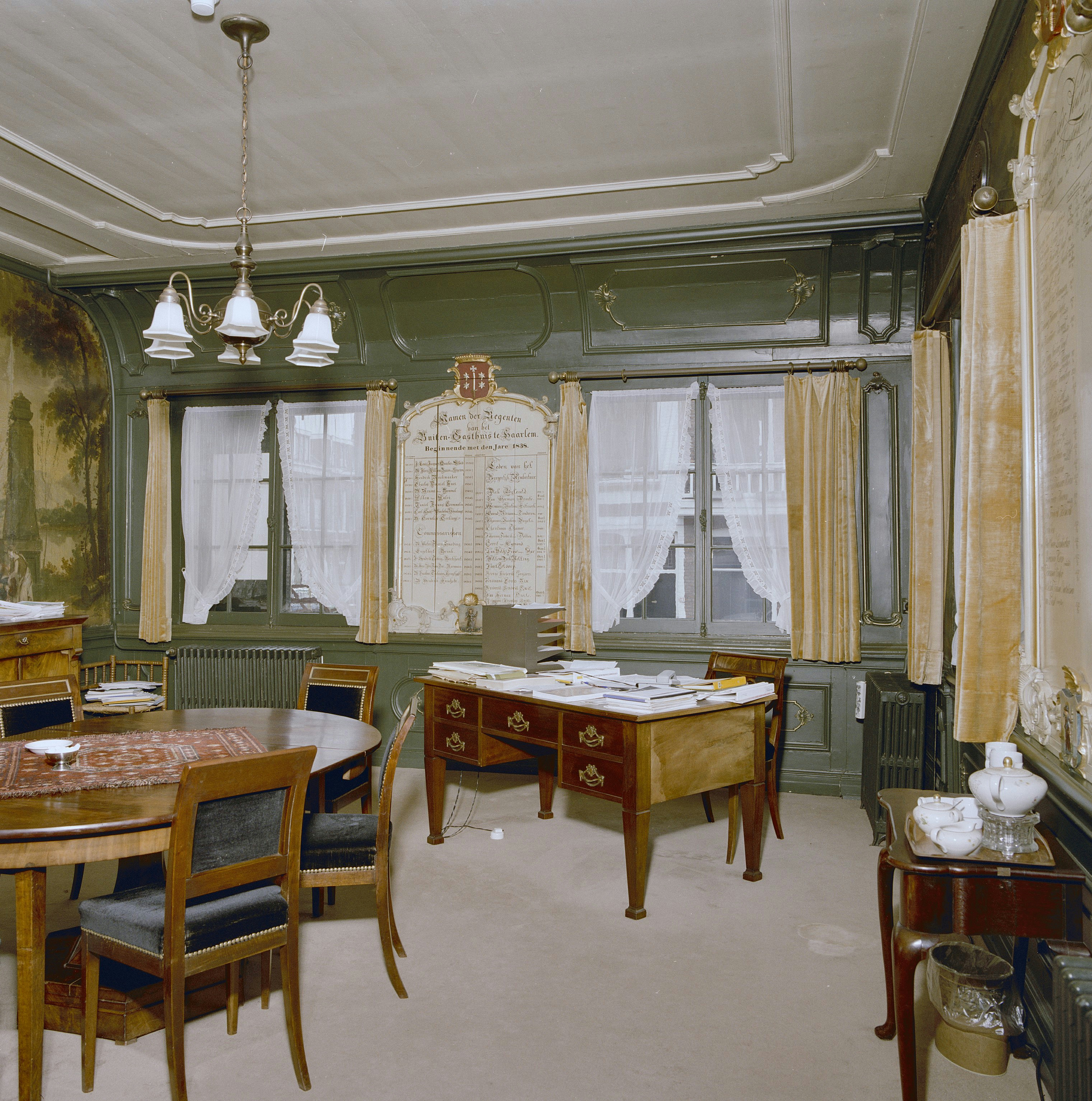
Regentenkamer

In 2002 werd museum Museum van de Geest | Dolhuys opgericht. Dit was een initiatief van vier psychiatrische ziekenhuizen: GGZ Noord-Holland-Noord, GGZ inGeest, Arkin en Parnassia Groep. Zij stelden zich financieel garant en voegden hun historische collecties samen in een nieuw museum. Door hun grote betrokkenheid opende het Dolhuys in 2005 haar deuren voor het publiek en kon het museum een stem geven aan verhalen die tot dan toe niet werden gehoord. Een onderdeel van het Museum van de Geest | Dolhuys zijn de cellen voor de 'dollen' (uit de 16e eeuw), die nog volledig intact zijn. Het museum richt zich op mentale gezondheid en de geschiedenis van de psychiatrie. 
Het Museum van de Geest | Dolhuys is een zogenoemd belevingsmuseum: het gaat niet om de verzameling voorwerpen, maar om persoonlijke ervaringen en verhalen. Het museum geeft daarnaast een overzicht van hoe er door de eeuwen heen met 'gekte' werd omgegaan. Naast de vaste tentoonstelling zijn er wisselende exposities. Bezoekers kunnen zichzelf testen: 'Hoe normaal ben jij?'. Het museum heeft tevens een collectie kunst, waaronder een aantal belangrijke werken van Outsider Art kunstenaar Willem van Genk en Anton Heyboer.

## Prijzen
In 2005 won het museum de Nederlandse Design Prijs in de categorie Exhibition & Experience Design. In 2007 kreeg het een eervolle vermelding bij European Museum of the Year Award. In 2022 kreeg het de Museum of the Year Award zelf. De prijs werd 7 mei 2022 uitgereikt in het Nationaal Museum in de Estische stad Tartu. Het museum kreeg de prijs omdat het "de natuur van de menselijke geest op een uniek innovatieve manier" verkent, volgens het juryrapport.